# Новопоповка
Новопоповка — исчезнувшее село в Марьяновском районе Омской области России. С 1980-х годов в составе посёлка Москаленский. Село было местом компактного проживания российских немцев.

## История
Бывшее немецкое село, основано в 1919 году. С 1929 по 1959 гг. центр Новопоповского сельсовета, после присоединен к Москаленскому поссовету.

## География
Новопоповка находится в лесостепи в пределах Ишимской равнины, являющейся частью Западно-Сибирской равнины, к юго-востоку от озера Пикетное.
Ныне представляет собой западную часть посёлка Москаленский.

## Население[1]
| год     | 1920 | 1926 | 1970 | 1979 |
| ------- | ---- | ---- | ---- | ---- |
| человек | 215  | 410  | 473  | 463  |